# Nennt mich verrückt!
Nennt mich verrückt! (Originaltitel: Call Me Crazy: A Five Film) ist ein US-amerikanischer Episoden-Fernsehfilm aus dem Jahr 2013. Die Erstausstrahlung fand am 20. April 2013 beim US-amerikanischen Kabelsender Lifetime statt.

## Handlung
Der Film schildert in fünf Episoden, die nach dem jeweiligen Protagonisten benannt sind, Leid und Leben im Umgang mit psychischen Erkrankungen. Drei dieser Episoden sind miteinander verknüpft.

## Episoden

### Lucy
Lucy, eine Jurastudentin, erkrankt an schwerer Schizophrenie. Nachdem sie in eine Anstalt eingewiesen wird, findet sie dort mit Hilfe von Freunden und medizinischer Unterstützung, sowie eines Psychotherapeuten nicht nur einen Weg zur Heilung, sondern auch zu einer Erfolg versprechenden Zukunft.
- Brittany Snow als Lucy
- Clint Howard als Harold
- Jason Ritter als Bruce
- Octavia Spencer als Dr. Nance

### Grace
Grace muss als Teenager nicht nur mit den eigenen Sorgen klarkommen, sondern auch eine manisch-depressive Mutter erleiden.
- Sarah Hyland als Grace
- Melissa Leo als Robin
- Melissa Farman als Izzy
- Aimee Teegarden als Olivia
- Andrea Bendewald als Laura

### Allison
Allison freut sich darauf, den Eltern zu Hause ihren neuen Freund vorzustellen, wenn da nicht die Rückkehr ihrer Schwester Lucy, geheilt aus der Anstalt, wäre.
- Sofia Vassilieva als Allison
- Ken Baumann als Luke
- Jean Smart als Claire
- Richard Gilliland als Hugh

### Eddie
Eddie, als Stand-up-Comedian gefeiert, fällt außerhalb seiner Auftritte in schwere Depressionen. Seine Frau weiß keinen Rat und schon gar nicht, wie ihm zu helfen ist.
- Mitch Rouse als Eddie
- Lea Thompson als Julia
- Chelsea Handler als Chelsea
- Dave Foley als Danny
- Jay Chandrasekhar als Joey
- James Avery als Dr. Beckett
- Ross Mathews als MC

### Maggie
Maggie kehrt als Veteran nach Hause zu Vater und Sohn zurück. Bald droht ihr Leben an einer posttraumatischen Belastungsstörung zu zerbrechen, weswegen sie juristischen Beistand durch Lucy benötigt.
- Jennifer Hudson als Maggie
- Melanie Griffith als Kristin
- Ernie Hudson als Percy